# 韋姆蘭
韋姆蘭（瑞典語：Värmland）是位於瑞典中部，斯韋阿蘭地區的一個舊省。韋姆蘭與西約特蘭、達爾斯蘭、達拉納、西曼蘭和內爾徹陸上接壤。